# Bujanov
Bujanov är en ort i Tjeckien.   Den ligger i regionen Södra Böhmen, i den södra delen av landet, 150 km söder om huvudstaden Prag. Bujanov ligger 668 meter över havet och antalet invånare är 559.
Terrängen runt Bujanov är platt åt sydost, men åt nordväst är den kuperad. Terrängen runt Bujanov sluttar österut. Runt Bujanov är det glesbefolkat, med 19 invånare per kvadratkilometer. Närmaste större samhälle är Kaplice, 6,2 km nordost om Bujanov. Omgivningarna runt Bujanov är en mosaik av jordbruksmark och naturlig växtlighet.